# Steve Strange
Steve Strange, de nombre real Steven John Harrington (Porthcawl, Gales, 28 de mayo de 1959 - Sharm el-Sheij, Egipto, 12 de febrero de 2015), fue el líder y cantante de la banda de música electrónica Visage, y uno de los representantes del movimiento musical llamado new romantic, al cual también pertenecía esta agrupación junto con Culture Club, Japan, Ultravox, Duran Duran y muchos otros con la influencia de roqueros glam de los setenta como David Bowie o Roxy Music. Después de la separación de Visage y afrontar una fuerte adicción a las drogas y una serie de crisis, Strange, reformado, reunió dicha banda.

## Biografía

### Primeros años
Nacido en Porthcawl, al sur de Gales, el 28 de mayo de 1959. A los 15 años dejó su hogar (luego de ser expulsado del colegio, donde no se le soportó ver con el cabello teñido, notándose sus gustos por el Glam Rock), y, de ahí, se fue de Gales, dirigiéndose a Londres.

### Etapa punk
Al llegar a Londres, trabajó para Malcolm McLaren, mánager de los Sex Pistols, y conoció a Glen Matlock, bajista de esa banda. Diseñó pósteres, coreografió vídeos y trabajó en varios nightclubs, entre ellos el Blitz, que se caracterizó por ser lugar de reunión de varios artistas New Romantics como Spandau Ballet o Culture Club. En 1980 apareció en el videoclip de Ashes To Ashes de David Bowie. No sentía algo de atracción por el punk, aunque Billy Idol le ofreció integrar su banda Generation X.
Al llegar a Londres, una persona le atrajo hacia una idea de formar una banda con el nombre de The Moors Murderers, la cual formó, al comienzo junto a la modelo punk Sue Catwoman, pero en un primer momento para una sesión de fotos para una revista, que quería fotografiar una falsa banda punk. Sin Catwoman, Strange, decidió tomar el trabajo más en serio, y reagrupó la banda con Chrissie Hynde (de Johnny Moped), Vince Ely (de The Unwanted) y The Kid (ex-Adam and the Ants). La banda mostró controversia porque su nombre traía alusión a los asesinos de niños, Ian Brady y Myra Hindley, y tocaban una canción llamada "Free Hindley" ("Liberen a Hindley"), en referencia a Myra Hindley, quien ese entonces estaba viva y en prisión. La respuesta a esto eran de expresiones violentas de la gente; pues en una ocasión, Strange y el bajista Tex, quien reemplazó a The Kid, fueron golpeados en la calle. La banda se separó en 1978.
De inmediato, Strange, se integró a The Photons, una banda power-pop que incluían también a The Kid y Vince Ely. Ely, poco más tarde, formaría parte de The Psychedelic Furs.

### Visage
Separado de The Photons, creó la agrupación Visage en 1978 junto con el guitarrista y teclista Midge Ure y el baterista Rusty Egan, integrantes de The Rich Kids. Los tres grabaron una serie de demos y lanzaron lo que sería su primer sencillo, «In The Years 2525», un cover de Zager & Evans. Luego, en 1979, se unieron el tecladista de Ultravox Billy Currie; el guitarrista John McGeoch; y el bajista Barry Adamson y el tecladista Dave Formula, miembros de Magazine. Así, en septiembre de ese año lanzaron el sencillo «Tar».
El lanzamiento exitoso de su primer álbum, Visage, y el sencillo «Fade to Grey» en 1980 le permitieron a Strange ser el máximo representante del movimiento new romantic, antes que Boy George en Culture Club. Después de eso, McGeoch, quien no consideraba al proyecto cosa seria, decidió no continuar. El grupo grabó The Anvil, que también tuvo éxito. Después Ure y Adamson se fueron, el primero porque tuvo diferencias con Strange. Aunque el grupo tocaba música en estudio, mientras Strange se presentaba solo en programas para promocionar las canciones, este decidió que ya era hora de que Visage hiciera conciertos.
En 1984 sacó con el resto de Visage un álbum llamado Beat Boy, el cual no tuvo el mismo éxito. Ese mismo año Visage se disolvió.

### Los siguientes planes y los problemas
Después de Visage, Strange formó con Wendy Wu una banda de corta duración llamada Strange Cruise. El álbum que sacó esta banda fracasó y al poco tiempo esta se disolvió.
En 1985 se fue a Ibiza, España a formar parte de movimiento Trance.
Sufrió problemas de drogadicción. También los tuvo personales después de la muerte del cantante de INXS, Michael Hutchence, de quien era amigo íntimo.

### Cambios más positivos
En el 2002, sacó su autobiografía llamada Blized!, llamado así en honor al club donde comenzó sus planes de fama (Blitz).
Reformó Visage, como Visage mark II junto a nuevos músicos y estuvo haciendo giras con esta.

### Fallecimiento
Steve Strange falleció el 12 de febrero de 2015, como consecuencia de un ataque al corazón.